# 任伯年
任頤（1840年—1895年）。原名小属，初名潤，字小楼，一作晓楼。後号次遠，字伯年，常被称作任伯年。山陰（浙江省紹興）人，故画面署款多写“山阴任颐”，中國近代画家。

## 生平大事记
- 道光十九年（1840年）生于紹興農村，其父任声鶴为民間肖像画家，大伯父为任熊，二伯父为任薰，自幼善画，受民間版画影響深刻。
- 1854－1855年，十五六歲时在上海卖画，模仿任熊作品沿街出卖，恰逢任熊路过，非但不怒，反而赏识其才华，招为弟子，传为逸话。
- 1861年，太平天国進入紹興时，父卒。曾被招入太平天国軍当旗手“戰時麾之，以為前驅”。其后天京（太平天国首都南京）陷落，返乡。
- 1864年，迁往宁波卖画为生。
- 1868年，28歲时与任薰一共前往蘇州，随任薰学画卖，结识画家胡遠，沙馥。
- 1868年冬，前往上海、此后长期在上海卖画为生、住于豫園附近的三牌楼。开设扇子店「古香室」，与虚谷，張熊，高邕等画家及收藏家毛樹徵成为友人。
- 1883年，经高邕介绍结识吴昌碩。
- 1887年，出版『任伯年先生真迹画譜』。
- 1895年，光緒二十一年十一月初四日（12月19日），因绍兴资产丢失之心痛及吸食鴉片引发肺炎而死，享年56歲。

## 作品特点
任伯年结合中国画传统画法，民間画法和西洋画速写，彩色法。确立了独自的画風。擅花鸟画，兼工人物画，尤精肖像画，亦画山水画，能塑像。
19世纪80年代，为創作鼎盛期，題材广泛、常用隐喻手法。
19世纪90年代，创作大量花鳥画，虽思想性没有再超过上一阶段，但画风变得更加大胆简约自然。

### 肖像画
- 早年随其父学得。并从民间学会泥塑，后学习西洋素描。
  - 1868年《東津話別图》　中国美術館藏　与万個亭、陳朵峰、謝廉始、任薰送別时所作。
  - 1868年《沙山春三十九歲小像》　南京博物院藏。
  - 1877年《以誠五十一歲小像》 北京中央美術学院藏，任伯年肖像画代表作。
  - 1886年《三友图》 北京故宮博物院藏　曾鳳奇，錦堂，任伯年三人肖像。
  - 1888年《酸寒尉图》没骨法呉昌碩肖像画。《蕉陰納涼图》工筆， 浙江省博物館藏。

### 人物画
- 早年师从任熊、任薰。后学陳洪綬。又学費丹旭工笔仕女画。晩年吸収華嵒筆意，画风簡逸靈活。
  - 1878年《群仙祝寿图》十二幅屏 ，金泥地，工筆重彩，十分華麗，共画46仙人，上海美術館藏。
  - 1882年《鐘進士图》，清華大學藝術博物館藏。
  - 1891年《東山絲竹图》。
  - 1894年《松下聞簫图》，中国美術館藏；《蘇武牧羊图》，北京故宮博物院藏。

### 花鳥画
筆墨設色，富于巧趣，開辟了花鳥畫的新天地。早年以工筆見長，后转入寫意法。
- 早年学老蓮派（陳洪綬父子），及北宋工筆重彩之鈎染花鳥画法，純以焦墨鉤骨，賦色肥厚。
  - 1875年《翠鸟莲池图》哈佛东亚艺术博物馆。
  - 1884年《九思图》北京故宮博物院藏　双鈎没骨，水色石色結合。
- 曾吸收惲寿平的没骨花鳥画，笔墨奔放。
  - 1882年43歲2月《花卉冊》12開　中国美術館藏　自題：仿元人没骨法
  - 1882年《把酒持螯图》　天津艺術博物館藏，题有「酒酔菊黄蟹正肥」的雅俗共賞的詩句。
- 受陳淳、徐渭、八大山人、華嵒影響的写意花鳥画。
  - 1889年《池畔窺魚图》 天津艺術博物館藏。

### 山水画
- 山水画常作为人物画背景，筆墨簡逸自由，但少有純山水画。 
  - 1885年《人物山水冊》，《雨打梨花深閉門》潇洒豪放的白描山水作品。

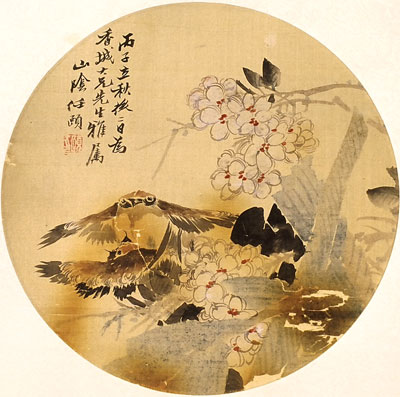
《花鸟扇面》
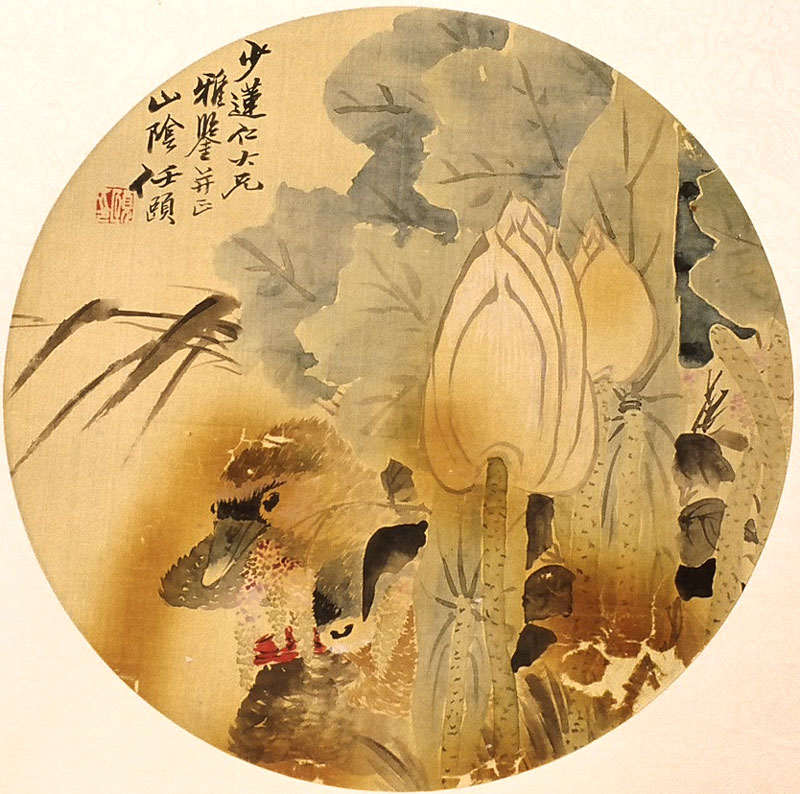
《花鸟扇面》
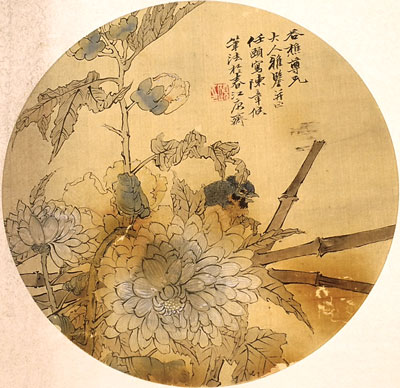
《花鸟扇面》
- 《苏武牧羊图》
- 《钟馗图》